# شهرستان دینگنان
شهرستان دینگنان (به لاتین: Dingnan County) یک شهرستان جمهوری خلق در چین است که در گانژوو واقع شده‌است.